# Ipojuca (ort)
Ipojuca är en ort i Brasilien.   Den ligger i kommunen Ipojuca och delstaten Pernambuco, i den östra delen av landet, 1 600 km nordost om huvudstaden Brasília. Ipojuca ligger 29 meter över havet och antalet invånare är 53 364.
Terrängen runt Ipojuca är platt. Runt Ipojuca är det ganska tätbefolkat, med 120 invånare per kvadratkilometer.. Närmaste större samhälle är Cabo de Santo Agostinho, 12,9 km norr om Ipojuca. 
Omgivningarna runt Ipojuca är en mosaik av jordbruksmark och naturlig växtlighet.